# بنت البلد (فلم)
بنت البلد هو فيلمٌ مصريٌ أُنتج عام 1954.

## قصة الفيلم
يقرر عبد الرحيم كبير الرحيمية قبلي (محمد التابعي) أن يرسل ابنه عبد المعبود (إسماعيل ياسين) للتعلم في باريس بعد أن سمع أن منافسه حافظ بيه كبير الحافظية قد بعث ابنه هو الآخر للدراسة. يسافر عبد المعبود مخلفاً وراءه أهله، ومنهم خطيبته وابنه عمه بدرية (نجاة الصغيرة) التي تُجيد الفرنسية.
يلتقي عبد المعبود في باريس بمُحتالٍ (استفان روستي)، ويقنعه بأن العلم سيحصل عليه من زواجه من الراقصة كيتي (كيتي)، ولكن عليه أن يدفع لها مهراً قدره 5,000 جنيه مصري، وهي طبعاً شريكة في عملية الاحتيال.
تنطلي الخدعة على عبد المعبود، ولذلك يطلب من أهله أن يرسلوا له ذلك المبلغ الضخم. لكن الأهل يرفضون ذلك، ويقرر كبير الرحيمية أن يذهب إلى باريس رفقه ولديه عبد الموجود (السيد بدير)، وعبد المقصود (عبد الغني النجدي)، وبدرية ابنة أخيه، خطيبة عبد المعبود.
يقوم المحتال وشريكته بإبعاد عبد المعبود عن أهله بمجرد وصولهم إلى باريس. تحاول كيتي إغراء عبد الرحيم وولديه ليتزوجوا بها! لكن عبد الرحيم يرفض أن يفعل أي شيء قبل أن يلتقي مع عبد المعبود. في المقابل تلتقي بدرية صدفةً مع عبد المعبود. ويكتشفان مع الوقت حقيقة العصابة التي تريد خداعهم جميعاً. ويحاولون إنقاذ الكبير وأبناءه منها.

## شخصيات الفيلم
الرحيمية:
- محمد التابعي في دور عبد الرحيم كبير الرحيمية قبلي.
- السيد بدير في دور عبد الموجود ابن عبد الرحيم.
- إسماعيل ياسين في دور عبد المعبود ابن عبد الرحيم.
- عبد الغني النجدي في دور عبد المقصود ابن عبد الرحيم.
- نجاة الصغيرة في دور بدرية عبد الشكور ابنة أخ عبد الرحيم.
- عبد الحميد زكي في دور عبد الشكور أخ عبد الرحيم، ووالد بدرية.

العصابة:
- إستفان روستي في دور رئيس العصابة.
- كيتي في دور الراقصة.
- حسن حامد في دور أحد أفراد العصابة.

## أغاني الفيلم
في الفيلم سبع أغان، كلها معدّة للفيلم، عدا أغنية ع الحلوة والمرة التي غناها في وقت سابق عبد الغني السيد:
| الأغنية         | المؤلف    | الملحن           | المغني               |
| --------------- | --------- | ---------------- | -------------------- |
| إنتي دريتي      | فتحي قورة | منير مراد        | نجاة، إسماعيل ياسين  |
| مع السلامة      | فتحي قورة | عزت الجاهلي      | نجاة الصغيرة         |
| ع الحلوة والمرة | سيد مرسي  | محمود الشريف     | نجاة الصغيرة         |
| ميسو عبد الرحيم | فتحي قورة | علي فراج         | كوكب صادق تمثيل كيتي |
| قالك إيه        | فتحي قورة | عبد العزيز محمود | نجاة، إسماعيل ياسين  |
| دورت عليها      | فتحي قورة | محمود الشريف     |                      |
| أغنية الختام    | فتحي قورة | عزت الجاهلي      | المجموعة             |

## وصلات خارجية
- مقالات تستعمل روابط فنية بلا صلة مع ويكي بيانات
- بنت البلد على الدهليز
- بنت البلد على كاروهات

## مصدر
1. ↑  أبرزها "الشموع السوداء" و"7 أيام في الجنة".. أفلام شاركت فيها نجاة الصغيرة نسخة محفوظة 6 سبتمبر 2018 على موقع واي باك مشين.
2. ↑  عناوين الفيلم
3. ↑  انظر قائمة أغاني نجاة الصغيرة.